# سكيكرات
سكيكرات أو حلوة جوز الهند هي معجنات جزائرية تقليدية دون طبخ، مصنوعة من جوز الهند والسكر البودرة والزبدة، ومحشوة بحشوة من الكعك الجاف والمربى.
تتمتع السكيكرات بشكل ماسي وهي ملونة للغاية.